# Gomes Gonçalves da Costa (I)
D. Gomes Gonçalves da Costa (1315 -?) foi um rico-homem medieval do Reino de Portugal e detentor do senhorio da Quinta da Costa, localidade próxima a Nossa Senhora da Costa junto à freguesia portuguesa de Mancelos no concelho de Amarante. Foi igualmente senhor do couto de Mancelos, então em Santa Cruz de Riba Tâmega (hoje Amarante), onde fundou uma Domus Fortis e uma capela sob a invocação de Nossa Senhora da Costa.[carece de fontes?]

## Relações familiares
Foi filho de Gonçalo da Costa (c. 1290 -?), Rico-Homem da Casa do rei D. Afonso Henriques (Guimarães ou Viseu, 1109(?) — Coimbra, 6 de dezembro de 1185) e pai de outro Gonçalo da Costa, nascido cerca de 1340.